# Mario Party: Star Rush
Mario Party: Star Rush ist ein Partyspiel für den Nintendo 3DS aus Nintendos Reihe Mario Party. Es erschien am 7. Oktober 2016 in Europa.

## Spielprinzip
Im Vergleich zu den vorigen Ablegern der Mario-Party-Reihe wurde das Spielprinzip für Mario Party: Star Rush deutlich überarbeitet. Waren früher alle Spieler nacheinander am Zug, bestehen nun keine Wartezeiten mehr, da alle gleichzeitig aktiv sein müssen. Das Spielbrett besteht nun nicht mehr aus einem Weg, den es abzuschreiten gilt, sondern ist eine Fläche, auf der sich die Spieler frei bewegen können. Zu Beginn jeder Runde stoßen alle Spieler gleichzeitig jeweils einen Würfelblock an, der allen die zu gehenden Schritte ihrer Figur anzeigt. Die Spieler müssen nun eine Route eingeben, die ihr Charakter laufen soll. Haben alle Spieler die Eingaben auf ihrem 3DS-System getätigt, bewegen sich die Spielfiguren alle gleichzeitig fort.
Auf dem Spielfeld gibt es verschiedene Felder, die Effekte auslösen. Erreicht ein Spieler ein Feld, das zu einem Duell mit einem Boss führt, startet dieses Spiel für alle Spieler. Dabei besitzt derjenige Spieler, der das Feld ausgelöst hat, einen Zeitvorteil, bis auch die anderen Spieler am Duell teilnehmen können.
Im Mehrspieler-Modus startet jeder Spieler als Toad. Durch das Fortbewegen auf dem Spielfeld können weitere Figuren aus dem Super-Mario-Universum getroffen werden. Verbündet man sich mit ihnen, erhält der Spieler gewisse Zusatzeffekte, die je nach Charakter unterschiedlich sind.
Das Spiel unterstützt Amiibo-Figuren.

## Rezeption
Mario Party: Star Rush erhielt laut Metacritic gemischte Kritiken und eine aggregierte Punktzahl von 68/100. Sean Buckley von Engadget lobte die Designentscheidung, das rundenbasierte Format zu entfernen. Er schrieb, dass die Minispiele Spaß machen, jedoch sei das Brettspiel-Format veraltet. Chris Carter von Destructoid lobte die Entfernung der „Auto“-Mechanik der Serie, bei der alle Spieler gemeinsam in einem Auto auf dem Spielbrett fuhren.